# 千葉栄二 (ラリードライバー)

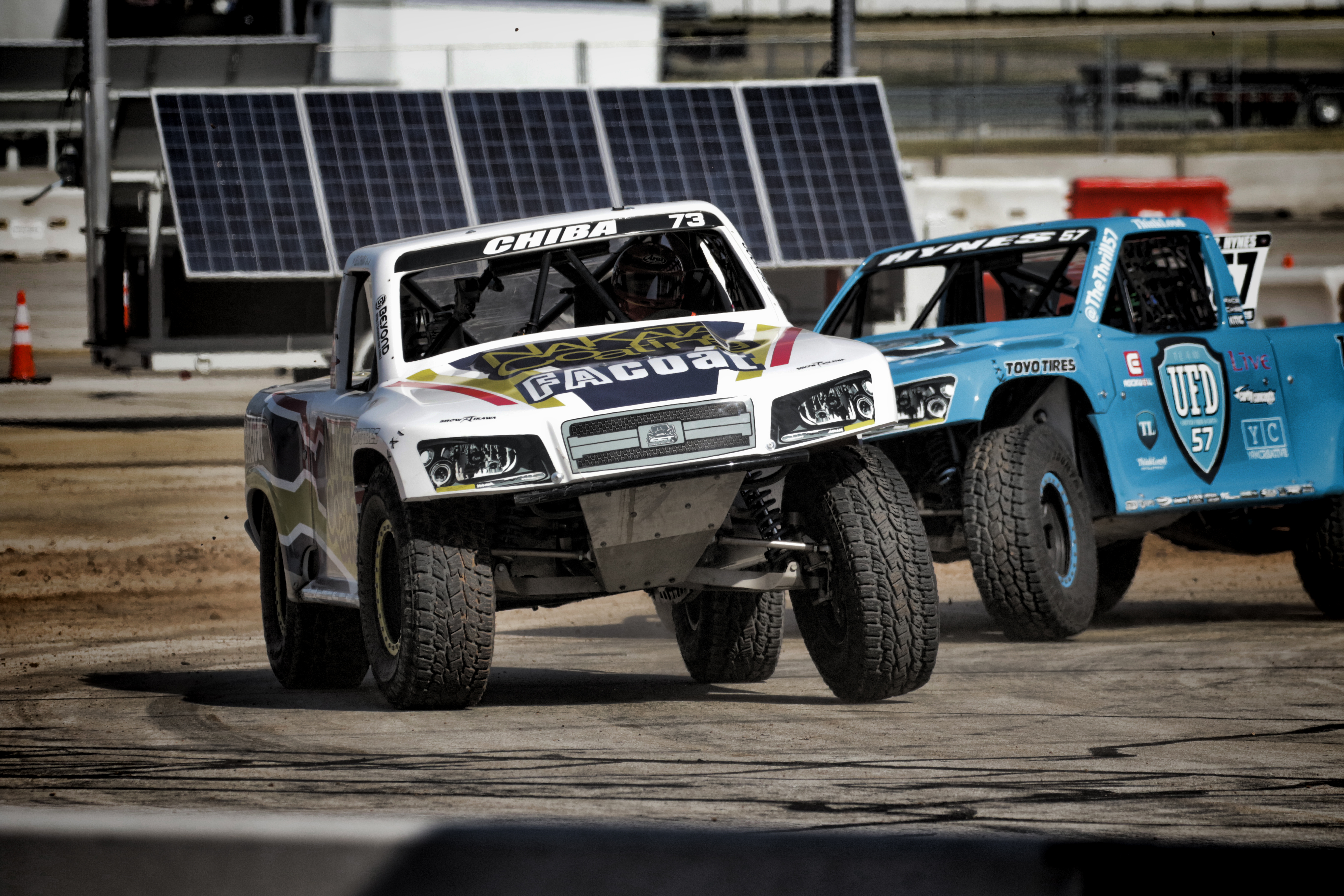
2018 Texas Motor Speedway での千葉選手

千葉 栄二は日本のオフロード レーサー。日本に拠点を置き 海外でのレース活動を行っている   EJ.CHIBA はニックネーム。

## 来歴。
1973年 8月31日 日本に生まれる
1995 アメリカへ渡り US ホビーズ社にて IMSA 仕様ポルシェ 911 のテストドライバーとして起用される。
フォーミュラーアトランティックをテスターとしてドライブ。
1996 JFWDA ライセンスを取得し 以降オフロードレースに転向し国内参戦を続ける
2003 タイヤメーカー PCタイヤ開発に携わる。
2004 レース活動を休止 自動車メーカー実験部にてSUV 等、海外生産車の走行実験業務を行う。
2005 三橋淳氏と国内のオフロードレースに 05’~07’までペアで参戦
2007 米国開催での BAJA1000 にメカニック、クルーとして参加
2007 タイヤメーカーの EV プロジェクトにてタイヤ及び車両の開発に携わる
2009 EV プロジェクトチームとして EV 最速アタッカー及び片山右京氏とコンビで EV レースに 11’まで参戦。
2009 チームヨコハマにてパイクスピークヒルクライムに EV クラスのメカニック、クルーとして参戦
2010 米国開催での BAJA1000 にメカニック、クルーとして参加
2012 チーム エンドレス タイサンにてラリーモンゴリアに篠塚建次郎氏とペアで参戦
2013 国内 AES ダートバトル 3H 耐久に参戦
2013 クラブアクシスにて FIA アジアクロスカントリーラリーに参戦
2014 チームエンドレスタイサンにて FIA アジアクロスカントリーラリーに参戦
2014 チーム タイサンにて EV フェスティバル 1H 耐久に参戦
2015 チーム デライツにて FIA アジアクロスカントリーラリーに篠塚建次郎氏とペアで参戦。歴代日本人最高位 2 位を獲得する。
2016 チームタイサンにてスーパーGT 選手権のチームチーフ就任 （2016-2017）

2016 チームフェデラルベッセルにて FIA アジアクロスカントリーラリーに篠塚建次郎氏とペアで参戦。

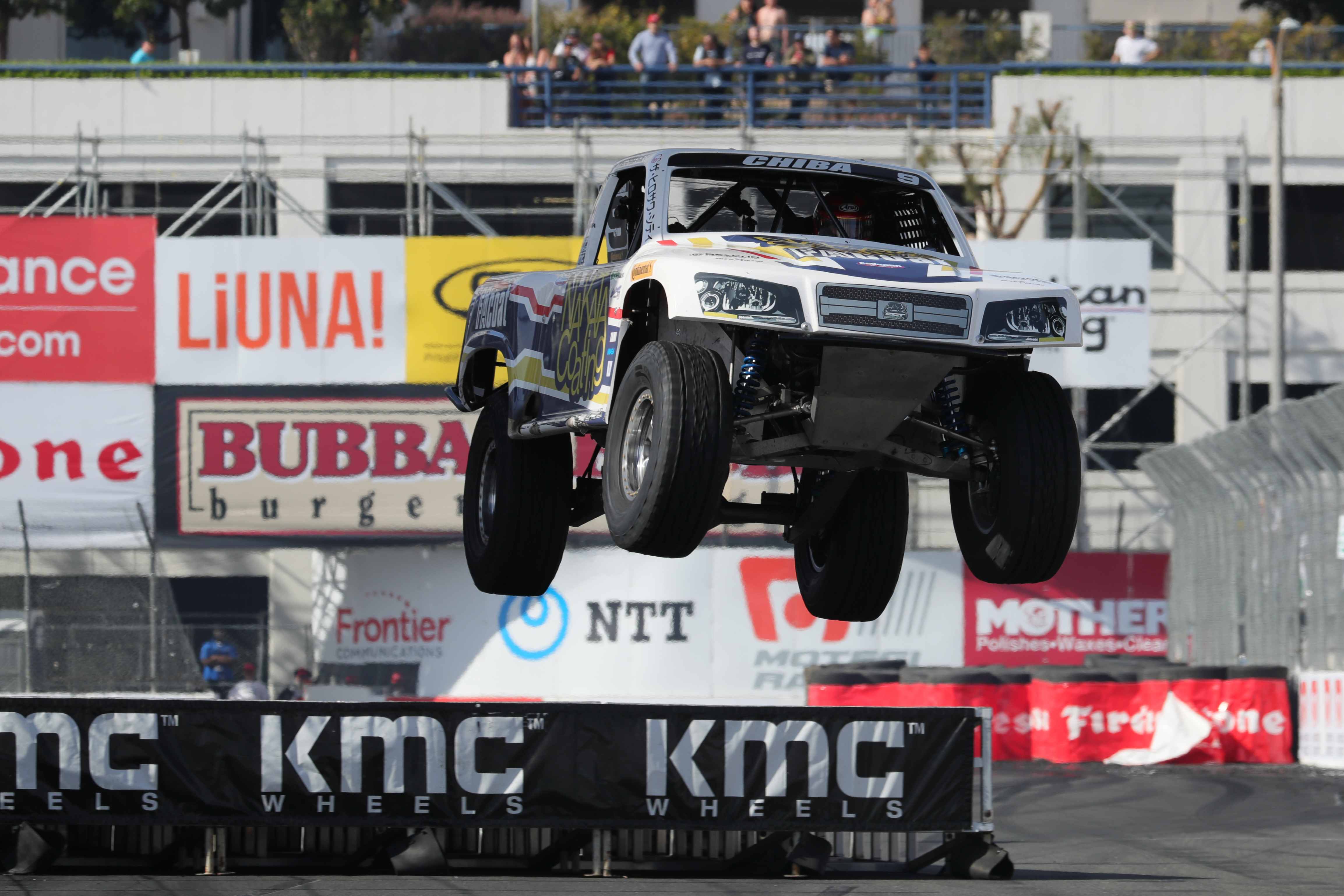
2019ロングビーチで開催されたStadium SUPER Trucks

2017 チーム FBwithCTS にて FIA アジアクロスカントリーラリーに篠塚建次郎氏とペアで参戦
2017 チームタイサンにて EV フェスティバル 1H 耐久に参戦
2018 Robby Gordon氏主催のRobby Gordon’s SPEED Energy Stadium SUPER Trucks series に参戦を開始
2019 Stadium SUPER Trucks（スタジアム スーパー トラックス） カリフォルニア ロングビーチで開催されたラウンドに出場  

## 主な個人戦歴成績
98’ JFWDA チャンピオンシップレース 5H X クラス優勝 総合 5 位
99’ JFWDA チャンピオンシップレース(全 6 戦) X クラス シリーズ 1 位
00’ JFWDA チャンピオンシップレース (全5戦) X クラス シリーズ 2 位
02’ JFWDA チャンピオンシップレース (全5戦) BS1 クラス シリーズ 2 位
05’ NASC ダートバトル(全5戦) スプリントクラス シリーズ 1 位
07’ NASC ダートバトル3H 耐久(全5戦) オープンクラス シリーズ 1 位
12’ラリーモンゴリア クラス優勝 AUTO 部門 5 位
13’ FIA アジアクロスカントリーラリー AUTO 部門 完走
13’AES ダートバトル 3H 耐久(全5戦) オープンクラス シリーズ 1 位
14’EV フェス 1H 耐久 コンバート EV 総合 1 位
15’FIA アジアクロスカントリーラリー クラス優勝 総合 2 位
17’EV フェス 1H 耐久 コンバート EV 総合 1